# Fisher Point
Der Fisher Point ist eine felsige Landspitze an der Shackleton-Küste in der antarktischen Ross Dependency. Sie liegt am Ostrand der Darley Hills in den Churchill Mountains und markiert die südliche Begrenzung des Einlasses zur vereisten Grazzini Bay am Westrand des Ross-Schelfeises.
Das Advisory Committee on Antarctic Names benannte sie 2003 nach Franklin L. Fisher (1885–1953), Leiter der Illustrationsabteilung des National Geographic Magazine von 1905 bis 1949.